# Paleopatologia
La paleopatologia studia le malattie direttamente nei resti umani del passato, scheletrici o mummificati. 
In questo differisce dalla storia della medicina, che prende in considerazione la storia dei medici e delle terapie, 
seppur anche quella delle malattie del passato ma basandosi solo su fonti storico-letterarie. 
Negli ultimi trent'anni la paleopatologia ha fatto molti progressi, grazie soprattutto alle innovazioni tecnologiche, 
come ad esempio l'uso della tomografia computerizzata come sistema non invasivo nello studio delle mummie.
La paleopatologia riveste un duplice interesse: antropologico, poiché dallo studio delle malattie e della loro incidenza si possono comprendere, seppur indirettamente, 
gli usi e le abitudini delle popolazioni del passato; medico, poiché lo studio dell'origine e delle prime vie di trasmissione delle malattie moderne (come cancro e arteriosclerosi) suscita interesse medico.
Il concetto di patocenosi è la chiave di interpretazione dei dati della paleopatologia.

## Ambiti di azione
Volendo fornire una definizione di Paleopatologia e dei suoi ambiti d'indagine, possiamo ricorrere a quanto scritto da Luigi Capasso nel suo recentissimo testo "Principi di Storia della Patologia Umana" (S.E.U., Roma):
"[...] essa può essere definita la scienza che studia le malattie del passato e la loro evoluzione nel tempo. L'attività d'indagine di questa disciplina, pertanto, consente la documentazione degli aspetti anatomo-patologici, epidemiologici, eziologici e patogenetici delle malattie nei periodi storici anteriori al nostro, sia in relazione all'evoluzione biologica dell'uomo sia in relazione al divenire
delle caratteristiche sociali, culturali ed ambientali delle comunità umane del passato, nel complesso tentativo di ricostruire la storia biologica della salute
umana. I materiali oggetto di studio della paleopatologia e della storia della patologia umana consistono prevalentemente in resti biologici antichi (fonti dirette) sia umani (ossa, mummie, materiali patologici) sia non-umani (avanzi di parassiti); altre notizie possono essere dedotte utilizzando la patologia comparata. Oltre a queste fonti dirette, ulteriori informazioni sulla storia della salute umana possono essere tratte anche da fonti indirette, come antichi testi e resti della cultura materiale."

## Storia
Il termine paleopatologia fu coniato da Sir Armand Ruffer (1859), docente di batteriologia presso la Scuola di Medicina del Cairo ed esperto in studi osteoarcheologici effettuati su mummie egiziane. Ad onor del vero molti altri prima di lui si occuparono di paleopatologia; tra questi ricordiamo Eugene Esper (1742-1810) e Georges Cuvier (1768-1832).
In Italia si distinse in tali studi l'anatomo-patologo Stefano Delle Chiaie (1794-1860), professore di anatomia patologica della Regia Università di Napoli.
Oggi i metodi di studio su cui si basa l'analisi paleopatologica riflettono pressoché quelli dell'anatomia patologica più moderna e comprendono diversi esami clinici tra cui: esame macroscopico, istologico, istochimico, immunoistochimico, uso della microscopia elettronica e biologia molecolare.

## Risultati recenti

### Patologie batteriche e virali
In questi ultimi anni i risultati più soddisfacenti si sono avuti nell'ambito dello studio delle malattie infettive ed in quello dei tumori. Per quanto concerne le malattie infettive, i primi tentativi di identificazione di virus e batteri in corpi antichi mummificati, risalgono ai primi anni settanta, ad opera di un gruppo di scienziati dell'Università della Virginia e del Museo Peruviano di Ica su mummie precolombiane del Perù, risalenti al IV secolo a.C., e del Cile.
Furono identificati virus influenzali che provocano malattie respiratorie, tubercolosi, condilomi acuminati, virus vaiolosi e sifilide.

### Malaria
In tempi più recenti (primi anni del 2000), l'applicazione di tecniche d'indagine basate sull'esame delle sequenze di RNA ribosomiale proveniente dalle ossa rinvenute nella necropoli dei bambini di Lugnano (circa 450 d.C.), ha fornito la prima evidenza diretta, confortata da riscontri archeologici storici e letterari, delle penetrazione e dell'attività, in Europa e nel mondo mediterraneo, del parassita falciparum, la specie di plasmodium responsabile della forma fatale di malaria, un evento epidemiologico che avrà notevoli ripercussioni sulla storia europea dei secoli a venire.

### Tumori
Per quanto riguarda i tumori, verso la fine degli anni ottanta del Novecento furono documentati circa dieci patologie tumorali in corpi antichi, tra queste abbiamo: un caso di leiomioma, uno di cistoadenoma ovarico, uno di papilloma squamoso, uno di lipoma, uno di rabdosarcoma ed uno di epitelioma.
Possiamo infine citare, solo a titolo di esempio di studio paleopatologio, il caso di tumore maligno riscontrato nell'analisi paleopatologica del colon del Re di Napoli Ferrante I di Aragona (1431-1494) effettuata nel 1999 da Gino Fornaciari, uno dei maggiori esperti italiani di paleopatologia (Divisione di Paleopatologia dell'Università di Pisa).

### Lebbra
Recentemente grazie anche all'ausilio della Biologia Molecolare si è riusciti ad ottenere conferme della presenza effettiva del Mycobacterium leprae su reperti osteoarcheologici. Questo ha permesso di verificare la correlazione tra osservazioni scheletriche macroscopiche e radiologiche e veridicità della diagnosi clinica. La lebbra in Italia al momento è segnalata per la prima volta nel nord est attorno al IV secolo a.C. Recentemente in seguito alle ricerche di Mauro Rubini, Helen Donoghue, Mark Spiegalman e Paola Zaio, tra i maggiori esperti mondiali in tema di lebbra e tubercolosi pertinente resti scheletrici, sembra ormai accertata la sua provenienza dall'Europa centro orientale nel periodo di massima endemicità in Italia corrispondente al VI-XII secolo.